# Cap Ferret

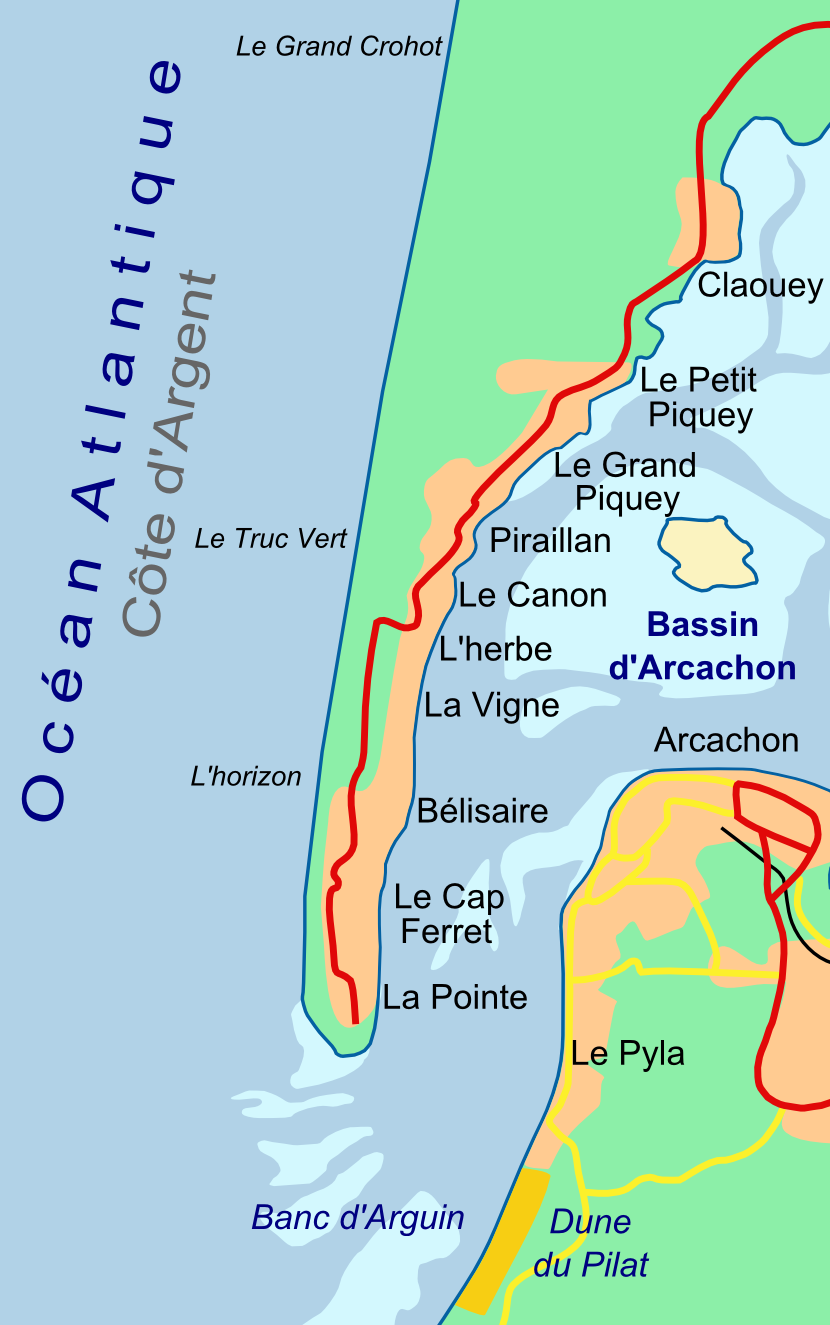
Ortschaften auf der Halbinsel mit dem Cap Ferret

Cap Ferret ist ein Kap und der südlichste Punkt auf der Nehrung, die das Bassin d’Arcachon vom Atlantischen Ozean trennt. Die Halbinsel liegt im Département Gironde im Südwesten Frankreichs. Das Kap ist vor allem wegen seines Leuchtturmes bekannt und ein frequentierter Sommerausflugsort im Herzen der Landes de Gascogne und des Pays de Buch. Die Halbinsel ist beidseitig Uferzone des Meeresnaturparks Bassin d’Arcachon.

## Orte
Am Cap Ferret liegen von Norden nach Süden die Orte Claouey, Les Jacquets, Petit und Grand Piquey, Piraillan, Le Canon, L’Herbe, La Vigne und das Cap Ferret.

## Geologie
Die Halbinsel, auf der das Kap liegt, hat eine sehr kurze geologische Geschichte, die nicht einmal 3000 Jahre in die Vergangenheit reicht. Sie ist einer der jüngsten Küstenabschnitte der Gascogne.
Wie im Rest der Landes de Gascogne wird der Boden aus einem eisenschüssigen Sandstein gebildet, dessen Ursprung die Verbindung der Quarzkörner untereinander infolge der Zersetzung des Lehms durch die Anwesenheit von Eisen und organischem Stoff zurückzuführen ist. Sie bildet so den Ortstein, Alios genannt. Dadurch wird das ins Grundwasser einsickernde Wasser sehr stark mit gelöstem Eisen durchtränkt und verursacht so am Ufer sichtbare Spuren, einen Anflug von Rost.
Es ist dieses Phänomen, das die Benennung der Landspitze als Cap Herré rechtfertigte, was in der gaskognischen Sprache „eiserne Spitze“ bedeutet. Später wurde daraus der heutige Name.

## Die ersten Bewohner
Im 19. Jahrhundert hatten sich einige Fischer an verschiedenen Stellen der Halbinsel niedergelassen, dabei wurde jedoch die Landspitze nur zeitweise besiedelt.
Die Fischer von La Teste und aus Gujan kamen mit Pinassen, um die Fische am Eingang des Bassins zu fangen. Sie errichteten am Ufer einige Hütten, die sie leicht erreichen konnten. Hinter der Spitze des Kaps liegend, boten sie Schutz vor den rauen Westwinden. Im Jahr 1857 gab es rund ein Dutzend dieser Hütten in der Nähe des Leuchtturmes. In der zweiten Hälfte des 19. Jahrhunderts gesellen sich weitere Personengruppen dazu, etwa Beamte, Zöllner, Leuchtturmwärter und Forstarbeiter.
Unter Napoleon III. wurde ab 1860 die Zucht von Austern in der Gascogne üblich. Das Watt wurde zu diesem Zweck parzelliert, und die Parzellen wurden verkauft. Austernzucht, Harzgewinnung und Forstwirtschaft prägten die Landschaft, später gesellte sich der Tourismus zu den in der Gegend wichtigen Wirtschaftszweigen. Die auf der Halbinsel gelegene Gemeinde Lège-Cap-Ferret profitiert hier sowohl von der Wattlandschaft des Beckens als auch von der Weite der Côte d’Argent. Die Dune du Pilat befindet sich gegenüber im mittleren Abschnitt der Meerenge zum Bassin d’Arcachon.

## Galerie

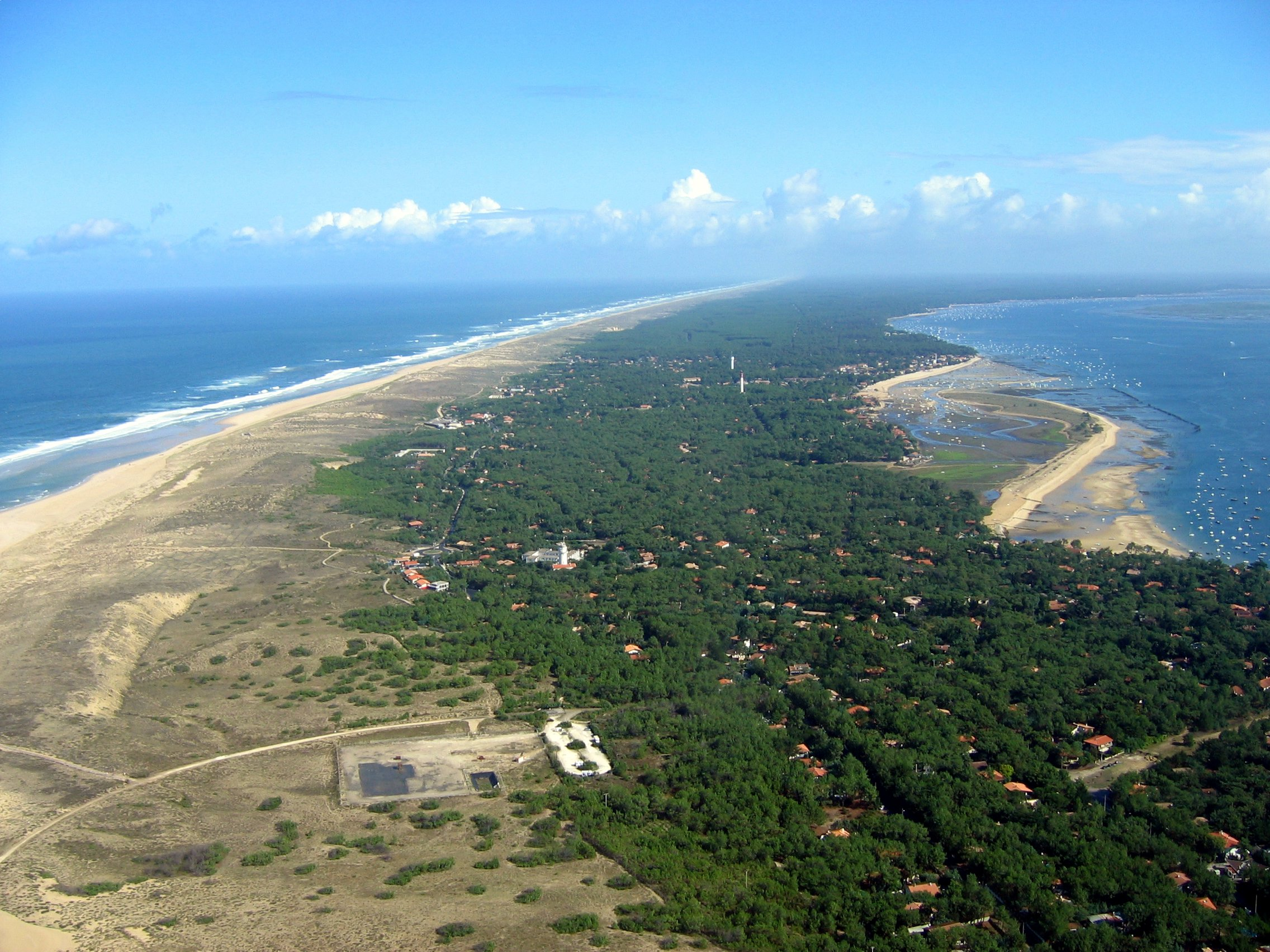
Das Kap
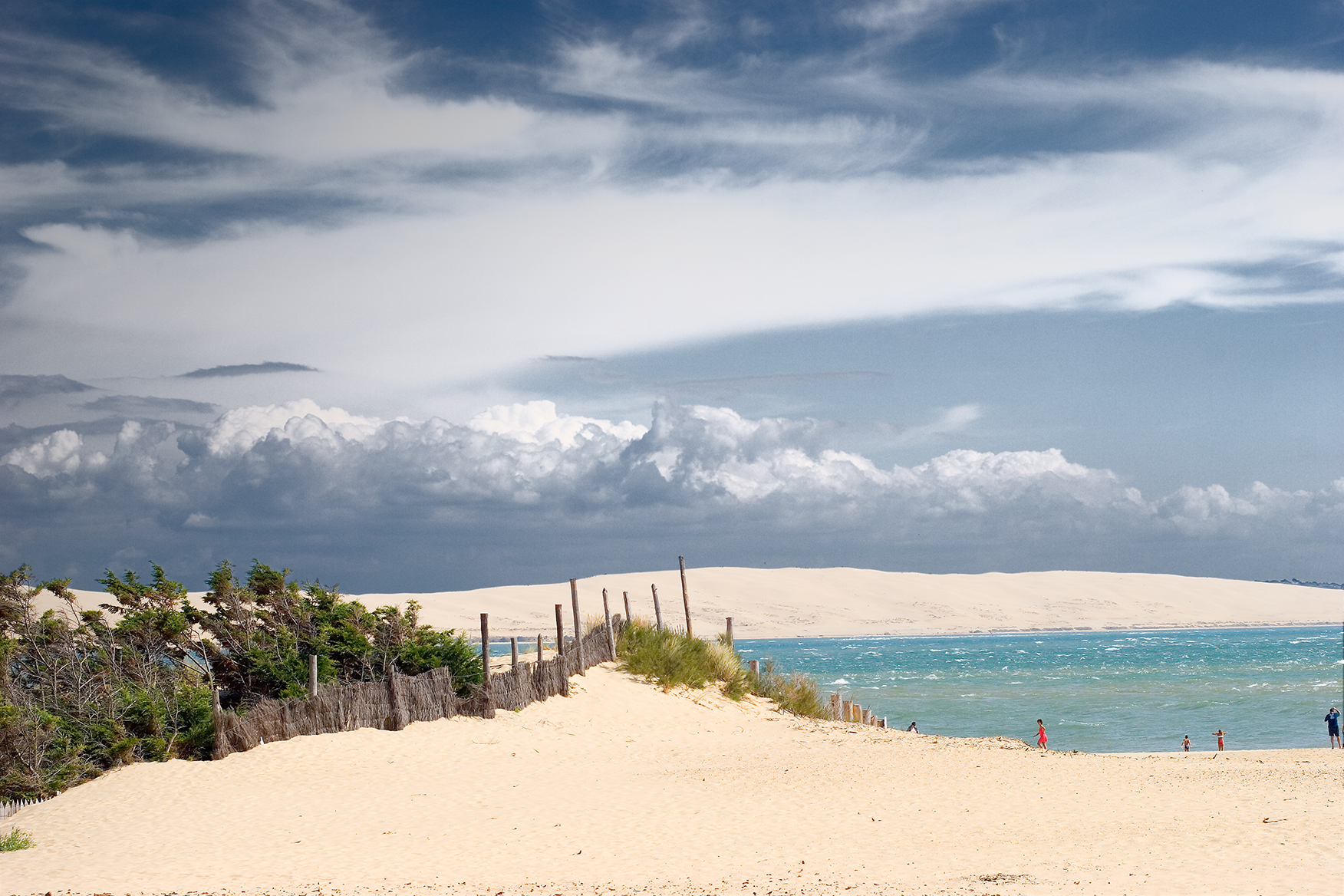
Cap Ferret mit der Dune de Pilat im Hintergrund
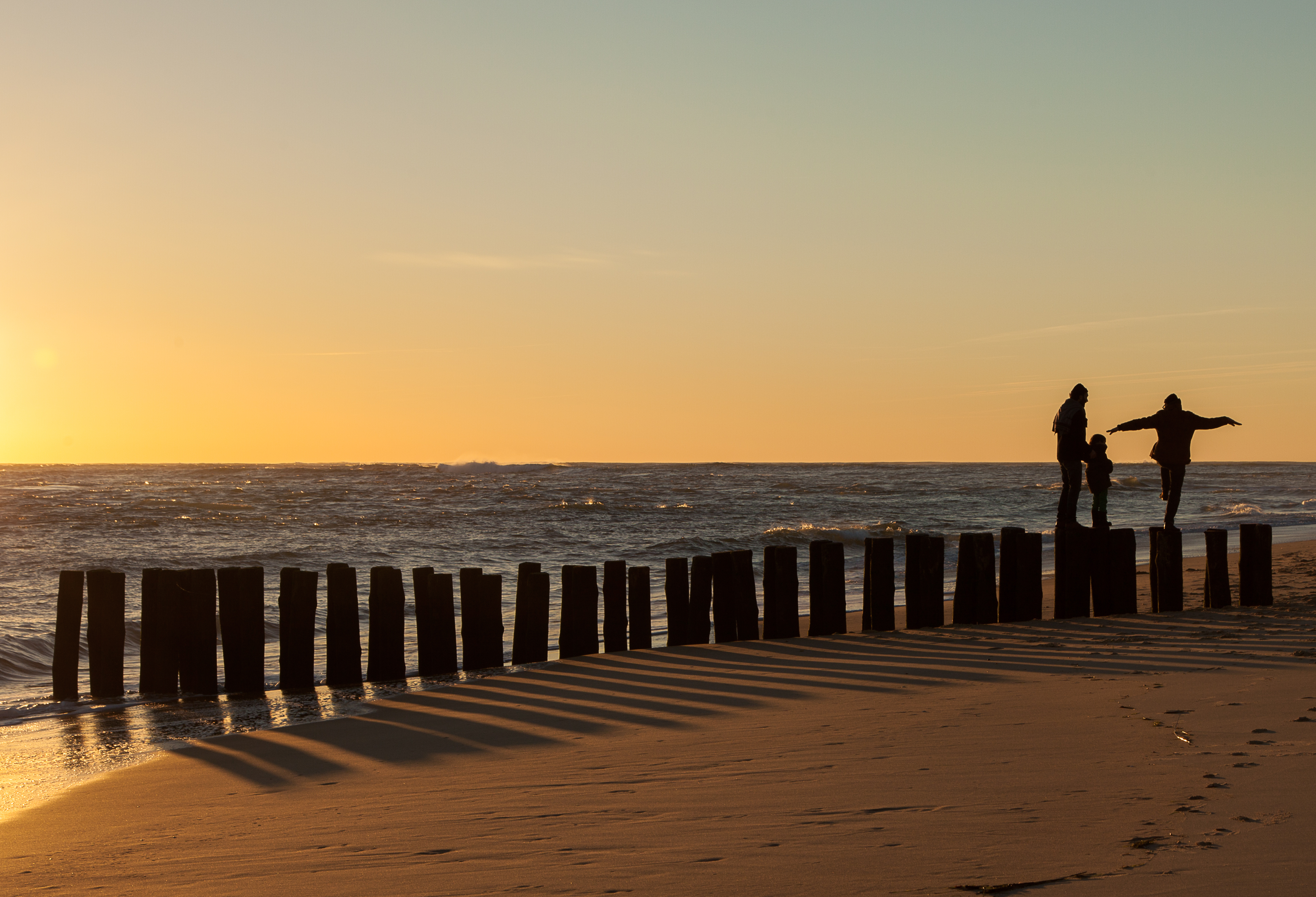
Atlantischer Ozean
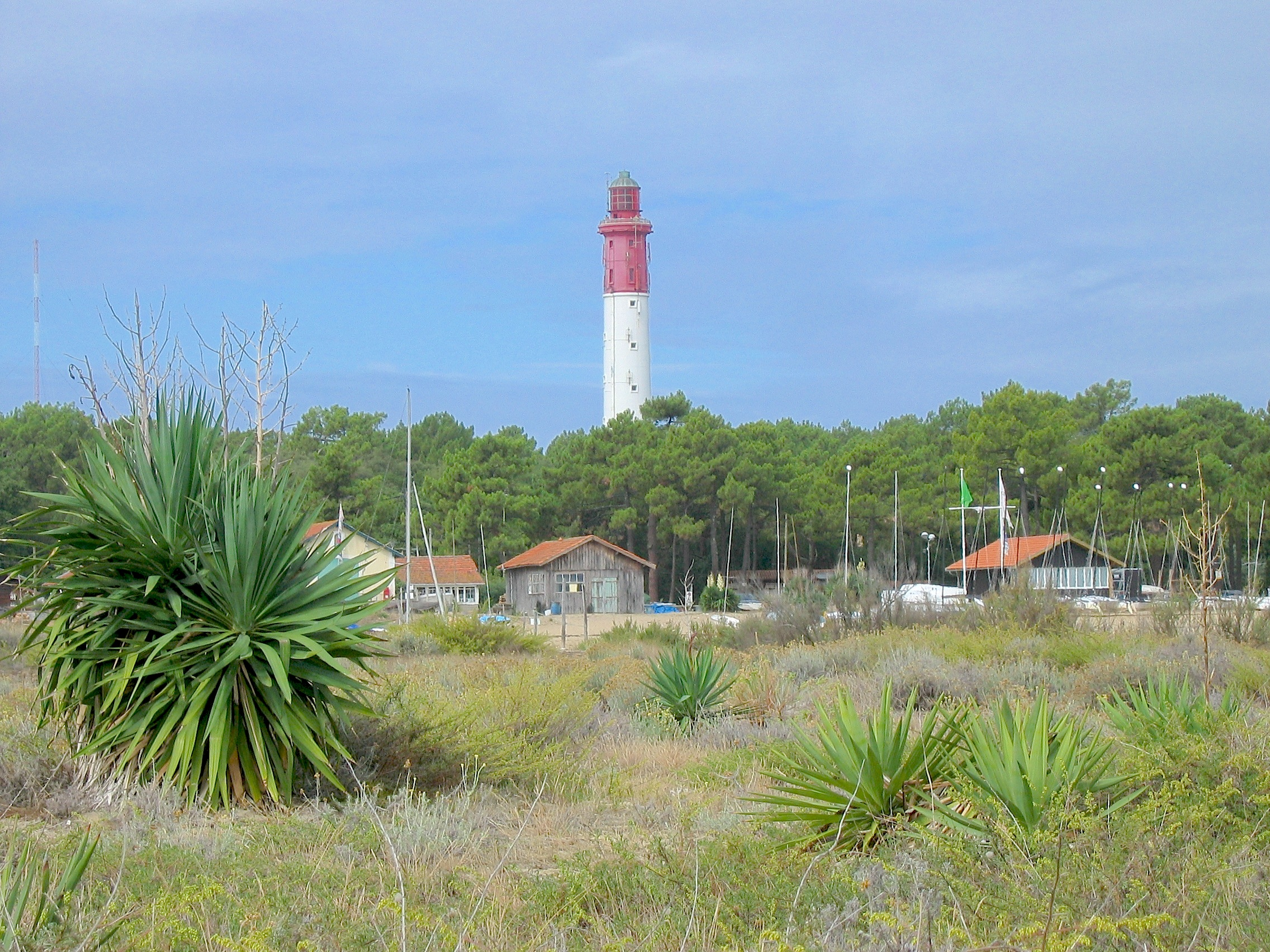
Der Leuchtturm von Cap Ferret